# Colțești (okręg Alba)
Colțești – wieś w Rumunii, w okręgu Alba, w gminie Rimetea. W 2011 roku liczyła 542 mieszkańców.